# У перетику ходила…
«У перетику ходила…» — вірш Тараса Шевченка, написаний 1848 року на Косаралі.

## Написання
Зберігся чистовий автограф вірша: у «Малій книжці». Автограф не датовано. Вірш датується за місцем автографа у «Малій книжці» серед творів 1848 року та часом зимівлі Аральської описової експедиції в 1848—1849 роках на Косаралі, орієнтовно: кінець вересня — грудень 1848 року, Косарал.
Автограф, з якого вірш переписано до «Малої книжки», не відомий. До «Малої книжки» Шевченко заніс твір під № 46 у восьмому зшитку за 1848 рік орієнтовно наприкінці 1849 — на початку 1850 року (до арешту 23 квітня). Під час переписування він замінив слово у рядку 20, виправив описку в рядку 22. До «Більшої книжки» поезію не перенесено.

## Публікація
Вперше вірш надруковано за «Малою книжкою» з незначними відхиленнями у рядку 2 («горіхи» замість «оріхи») у виданні: «Кобзарь Тараса Шевченка / Коштом Д. Е. Кожанчикова» (СПб., 1867, стор. 540—541) і того ж року за цим виданням у книжці: «Поезії Тараса Шевченка» (Львів, 1867, том 2, стор. 248—249) (з помилкою в останньому рядку: «знати» замість «звати»).

## Сюжет
У вірші використано мотиви й образи сороміцьких народних пісень «Ой піду я до млина…» та «Ой піду я в ліс по опеньки…».